# Jörg Syrlin (der Jüngere)

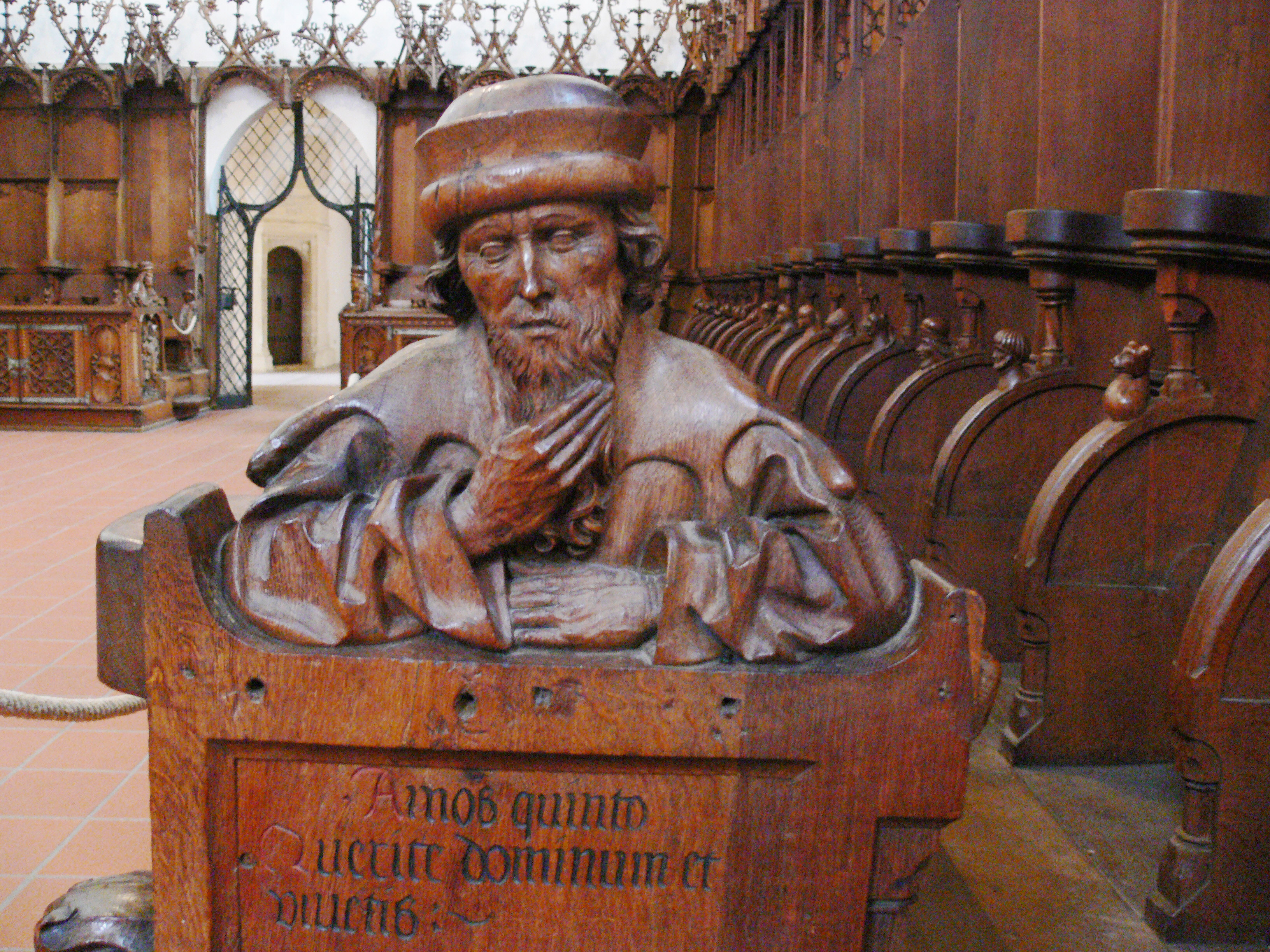
Der Prophet Amos, Detail vom Chorgestühl des Klosters Blaubeuren, 1493

Jörg Syrlin der Jüngere (* um 1455 in Ulm; † 1521), auch Sürlin, Sewrlin oder Seurling, war ein deutscher Bildhauer und von 1483 bis 1516 Zunftmeister der Schreiner in Ulm. Er ist der Sohn von Jörg Syrlin dem Älteren und zählt wie dieser zur Ulmer Schule.

## Leben
Syrlin erwarb 1491 ein Haus und wurde erstmals 1493 „Meister“ genannt. Im Jahre 1516 wurde er wegen Anstiftung zum Aufruhr für fünf Jahre aus Ulm verbannt; 1517 wurde er vom Rat der Stadt begnadigt. Er unterhielt in Ulm eine große Werkstatt und wohnte 1523 noch in seinem Haus in der Platzgasse.
Nachdem seine Leibrente von der Stadt Ulm abgelehnt wurde, soll er Ulm durch einen Umzug nach Wien verlassen haben. Aus Wien kam er völlig verarmt in die Stadt Ulm zurück und soll in einem Spital verstorben sein.

## Hauptwerke
Die meisten seiner Werke sind signiert und datiert und seine Werke zählen zu den qualitätsvollsten Arbeiten der Spätgotik. Zu seinen bekanntesten Werken gehören das spätgotische Chorgestühl und der Dreisitz in der Klosterkirche des Klosters Blaubeuren aus dem Jahr 1493, Chorgestühl und Levitenbank (Dreisitz) in Geislingen an der Steige in der Stadtkirche. Weitere Hauptwerke sind der Kanzel Schalldeckel (1510) und der Dreisitz (1505) aus Lindenholz im Ulmer Münster (1510).

## Ulmer Münster
Im Alter von 20 Jahren arbeitete Syrlin am Dreisitz im Ulmer Münster, den er 1482 bis 1484 fertigstellte. Hiervon sind lediglich noch drei Figuren am Altar vorhanden. Im Jahr 1496 entstand ein Riss für den Altar des Ulmer Münsters. Im Württembergischen Landesmuseum liegt ein Riss des Ulmer Münsterturms mit den Maßen von 68,5 × 331 Zentimetern aus fünf Blättern. 1505 entwarf er einen Bogen bzw. Nische oder Predella zu den Zwölfboten und einen Schalldeckel für eine Kanzel, die in der Neithartschen Kapelle steht. 1510 kam der Entwurf der Kanzel hinzu. Seine letzte Erwähnung am Ulmer Münster ist von 1521, als er einen Stuhl neben der Neithartschen Kapelle anfertigte.

## Weitere Werke
Syrlin war ein vielseitiger Künstler, der sich auch mit der Steinbildhauerarbeiten, Malerei und Kupferstichen befasste.
- Gestühl in St. Martinus (Oberstadion) (1486/1487)
- Grabstein für Hans von Stadion (1489)
- Zeitblomaltar in Bingen (1496)
- Stockeraltar (1496), Levitenstuhl (1506) und Stühle (1509) in Ennetach
- Marienretable (1498/1519) in St. Margaretha, Reutti bei Neu-Ulm, geschaffen zusammen mit Niklaus Weckmann[1]
- Chorgestühl in der Klosterkirche von Blaubeuren (1493). Ferner ist das Brustbild des Abts Fabri († 1493) zu nennen, das strittig ihm oder dem Grafen Eberhard zugeschrieben wird.
- Arbeiten für das Kloster Ochsenhausen (1514)
- Gestühl und Dreisitz in Geislingen an der Steige (1512)
- Zwei Kupferstiche, die mit IS, seinem Zeichen verbunden sind, liegen in Museen in Wien und England. Der Kupferstich vom Weihwasserbecken mit Grundriss im Ulmer Münster soll ebenso von ihm stammen.
- Das Chorgestühl der Esslinger Dionysius-Kirche, die die Esslinger Schreinermeister Hans Wech und Antonius Buol ausgeführt haben, soll aus Entwürfen von Syrlin stammen.

## Irrtümliche Zuschreibungen
Jörg Syrlin wurden fälschlicherweise auch Skulpturen von Niklaus Weckmann zugeschrieben. Eine Ausstellung 1993 in Stuttgart mit ausführlichen wissenschaftlichen Untersuchungen ergab, dass Syrlin weitere Bildhauer mit Aufträgen bedachte, die eine eigene künstlerische Handschrift aufwiesen.
Das Memminger Chorgestühl ist lediglich eine Nachahmung der Arbeiten Syrlins durch die Schreinermeister Heinrich Stark und Hans Drapatzhawer wie auch der Hochaltar von Winnenden, der ein nachgeahmtes Zeichen Jörg Syrlins des Jüngeren trägt.